# Jorge Lucas
Jorge Luis Pereira, más conocido como Jorge Lucas (Salto, Uruguay, 22 de enero de 1963), es un artista, escritor e historietista argentino. Es uno de los creadores de la clásica historieta para adultos Cazador de Aventuras, y ha trabajado para Marvel Comics en títulos como Hulk, Black Panther y Wolverine.

## Biografía
Nació en la ciudad uruguaya de Salto, donde vivió hasta los diez años. A fines de 1972 se radicó en Buenos Aires y adquirió la nacionalidad argentina. En mayo de 1986 publicó por primera vez, en el Subtemento Óxido de la revista Fierro, la historieta La última leyenda sobre Sadom, con guion y dibujos propios. La firmó como Jorge Pereyra.
En 1988 obtuvo una mención el concurso de la revista Skorpio. En marzo de 1990, comenzó a publicar en el fanzine Arkham las historietas El cementerio y Cazador, la primera aparición del personaje. En 1990 publicó su personaje Cazador en su propia revista enteramente dedicada a sus historias. Entre agosto y octubre apareció una miniserie en tres partes, con el título de "Las sombras del Apocalipsis". La primera entrega reescribía la primera historia de Cazador aparecida en Arkham.
En 1991 trabajó en la revista Tres historias, específicamente en los personajes Sombramutante y Shamana, creados por Sanyú, participando en dibujo y guion. Colaboró también en la revista La parda y en Novacomix. En diciembre de 1992 reformuló su personaje Cazador y comienza a salir El Cazador de aventuras, de Ediciones de la Urraca, donde Lucas trabajó en distintos roles de la creación de la historieta junto a Claudio Ramírez, Mauro Cascioli, Renato Cascioli, Ariel Olivetti, Fernando Calvi y Accardo. La revista se publicó hasta 1999 y se convirtió en la más popular de la década.
Junto al equipo de Cazador realizó en 1998 la revista Gritos de ultratumba, dedicada al terror, género en el que ya había incursionado en Cazador, aunque mezclado con otros. Lucas adaptó cuentos y realizó ilustraciones para Gritos..., pero solo se editaron dos números. En noviembre de 1999 se publicó el número 1 de El Dié, un comic-book de A4 Editora, basado en el personaje inspirado en Diego Armando Maradona creado por Lucas, que funcionaba como parodia del futbolista y ya había aparecido en Cazador. Realizado en solitario, esta vez Lucas hace un trabajo integral: guion, dibujo y color. Poco después reapareció Cazador en una nueva etapa de la historieta y Lucas volvió a trabajar en equipo. La revista se publicó hasta diciembre de 2001, cuando la crisis y la posterior devaluación impidieron su continuidad, al igual que la de muchas otras obras nacionales del género historietístico e incluso editoriales dedicadas al noveno arte.
En el año 2000 fue convocado para trabajar para Marvel Comics, lo que le dio la posibilidad de trabajar con los personajes de Jack Kirby, su máximo ídolo. Para Marvel colaboró en diversos títulos: Inhumans, The Incredible Hulk, The Avengers, Black Panther y Wolverine (su personaje preferido). También trabajó con personajes como Mystique y Iron Man. Realizó el arte de The Darkness: Shadows and Flame, escrita por Rob Levin (para la editorial Top Cow). También escribió el guion de Cazador, la película un filme independiente argentino basado en Cazador que tuvo un preestreno en la XXa edición del Festival Buenos Aires Rojo Sangre, el viernes 29 y el sábado 30 de noviembre de 2019.